# یواس‌اس کانینگام (دی‌دی-۳۷۱)
یواس‌اس کانینگام (دی‌دی-۳۷۱) (به انگلیسی: USS Conyngham (DD-371)) یک کشتی بود که طول آن ۱۰۴ متر (۳۴۱ فوت) بود. این کشتی در سال ۱۹۳۴ ساخته شد.